# Somos el vallenato
Somos el vallenato es el duodécimo trabajo discográfico del Binomio de Oro grabado por Codiscos y publicado el 4 de diciembre de 1984.Sus mayores éxitos fueron El parrandón, Amor de vida eterna, Acéptame cómo soy, Por algo será, Nuevo juramento, No sé pedir perdón y Lo mejor

## Canciones
1. El parrandón (Alejandro Durán) 5:07
2. Acéptame como soy (Marcos Díaz) 4:23
3. La estoy queriendo (Romualdo Brito) 4:31
4. Nuevo juramento (Roberto Calderón) 4:28
5. Las cosas del amor (Julio César Oñate) 3:42
6. No sé pedir perdón (Gustavo Gutiérrez) 4:46
7. Por algo será (Romualdo Brito) 4:32
8. Amor de vida eterna (Rosendo Romero) 4:20
9. Pensándolo bien (Roberto Calderón) 3:42
10. Lo mejor (Mateo Torres) 4:21[1]

## Filmografía
Algunos temas del álbum Somos el Vallenato fueron parte de la banda sonora de la serie biográfica sobre Rafael Orozco, Rafael Orozco, el ídolo, y fueron interpretados por el actor protagonista y exvocalista del Binomio de Oro, Alejandro Palacio.